# Neoischnolea
Neoischnolea es un género de escarabajos longicornios de la tribu Acanthocinini que contiene una sola especie, Neoischnolea papuana. La especie fue descrita por Breuning en 1961.
Se distribuye por Papúa Nueva Guinea. Mide aproximadamente 8 milímetros de longitud.